# Cantó de Tèsa
El cantó de Thèze és un cantó del departament francès dels Pirineus Atlàntics, a la regió d'Aquitània. Està enquadrat al districte de Pau i té 19 municipis: Argelòs, Astís, Aubin, Augar, Auriac, Bornòs, Carrèra, Clarac, Domin, Garraleda e Montdevath, Lalonqueta, Las Claverias, Lème, Miaucenç e Lanuça, Navalhas e Angòs, Poliac, Sevinhac, Tèsa i Vivent.
| Data d'elecció                               | Nom               | Partit | Qualitat           |
| -------------------------------------------- | ----------------- | ------ | ------------------ |
| 1961                                         | François Barreyat |        |                    |
| 1964                                         | François Barreyat |        |                    |
| 1970                                         | François Barreyat |        |                    |
| 1976                                         | Georges Labazée   | PS     |                    |
| 1982                                         | Georges Labazée   | PS     | diputat            |
| 1988                                         | Georges Labazée   | PS     |                    |
| 1994                                         | Georges Labazée   | PS     | conseller regional |
| 2001                                         | Georges Labazée   | PS     |                    |
| 2008                                         | Georges Labazée   | PS     |                    |
| Les dades anteriors a 1961 no són conegudes. |                   |        |                    |
|                                              |                   |        |                    |